# Chloropoea diffusa
Chloropoea diffusa är en fjärilsart som beskrevs av Butler 1880. Chloropoea diffusa ingår i släktet Chloropoea och familjen praktfjärilar. Inga underarter finns listade i Catalogue of Life.